# 390743 Telkesmária
390743 Telkesmária è un asteroide della fascia principale. Scoperto nel 2003, presenta un'orbita caratterizzata da un semiasse maggiore pari a 2,6092500 au e da un'eccentricità di 0,1769759, inclinata di 33,34900° rispetto all'eclittica.